# Eu Vi o Futuro, Baby. Ele É Passado
Eu Vi o Futuro, Baby. Ele É Passado é o quinto álbum do artista brasileiro Marcelo Nova, lançado em 1998.

## História
Após o retorno do Camisa de Vênus em 1995 e do lançamento de dois álbuns, sendo um ao vivo (Plugado!) e um de estúdio (Quem É Você), Marcelo Nova saiu em carreira solo novamente. A inspiração para fazer o disco veio quando Marcelo viu um feto em uma ultra-sonografia e ficou pensando que ele pulsava num ritmo exato, não tinha futuro, nem passado, era um ponto de luz. O disco traz releituras de várias músicas lançadas ao longo da carreira de Marcelo Nova, tanto solo como com o Camisa de Vênus. A banda de apoio conta com um único músico, Johnny Boy, que tocou todos os instrumentos em todas as faixas com exceção da faixa Faça a Coisa Certa, na qual Marcelo Nova toca todos os instrumentos.

## Faixas
| N.º | Título                      | Compositor(es)                              | Duração |  |
| 1.  | "Século XXI"                | Marcelo Nova / Raul Seixas                  |         |  |
| 2.  | "Papel de Bandido"          | Marcelo Nova                                |         |  |
| 3.  | "Noite"                     | Marcelo Nova                                |         |  |
| 4.  | "Só o Fim"                  | Gustavo Mullem / Karl Hummel / Marcelo Nova |         |  |
| 5.  | "Quando Eu Morri"           | Marcelo Nova                                |         |  |
| 6.  | "Tudo ou Nada"              | Gustavo Mullem / Karl Hummel / Marcelo Nova |         |  |
| 7.  | "A Garota da Motocicleta"   | Marcelo Nova                                |         |  |
| 8.  | "Eu não Matei Joana D'Arc"  | Gustavo Mullem / Marcelo Nova               |         |  |
| 9.  | "Coração Sequestrado"       | Marcelo Nova                                |         |  |
| 10. | "Chamam Isso Rock And Roll" | Gustavo Mullem / Karl Hummel / Marcelo Nova |         |  |
| 11. | "Faça a Coisa Certa"        | Marcelo Nova                                |         |  |
| 12. | "Estranho no Ninho"         | Marcelo Nova                                |         |  |
| 13. | "Carpinteiro do Universo"   | Marcelo Nova / Raul Seixas                  |         |  |
| 14. | "A Ferro e Fogo"            | Gustavo Mullem / Karl Hummel / Marcelo Nova |         |  |

## Banda
- Marcelo Nova - Vocal Guitarra e Bateria (Faça a Coisa Certa)
- Johnny Boy - Guitarra, Violão, Contrabaixo, Piano, Órgão Hammond e Spooky, Harmonica, Sitar, Bateria e Percussão

## Ficha técnica
- Direção Artística - Brian Butler
- Produzido por - Marcelo Nova
- Direção de Arte - Renato Yada
- Fotos - Rui Mendes
- Gravado em Sistema Analógico
- Mixado no II W II studio (New Jersey) por Roy Cicala
- Assistentes - Sal Mormando e Jacob "The Jew"
- Masterizado no Sony Music Studios (New York) por Vlado Meller
- Todas as Músicas Editadas por Warner Chappel (Todos os Direitos Reservados)